# サクラス戸塚

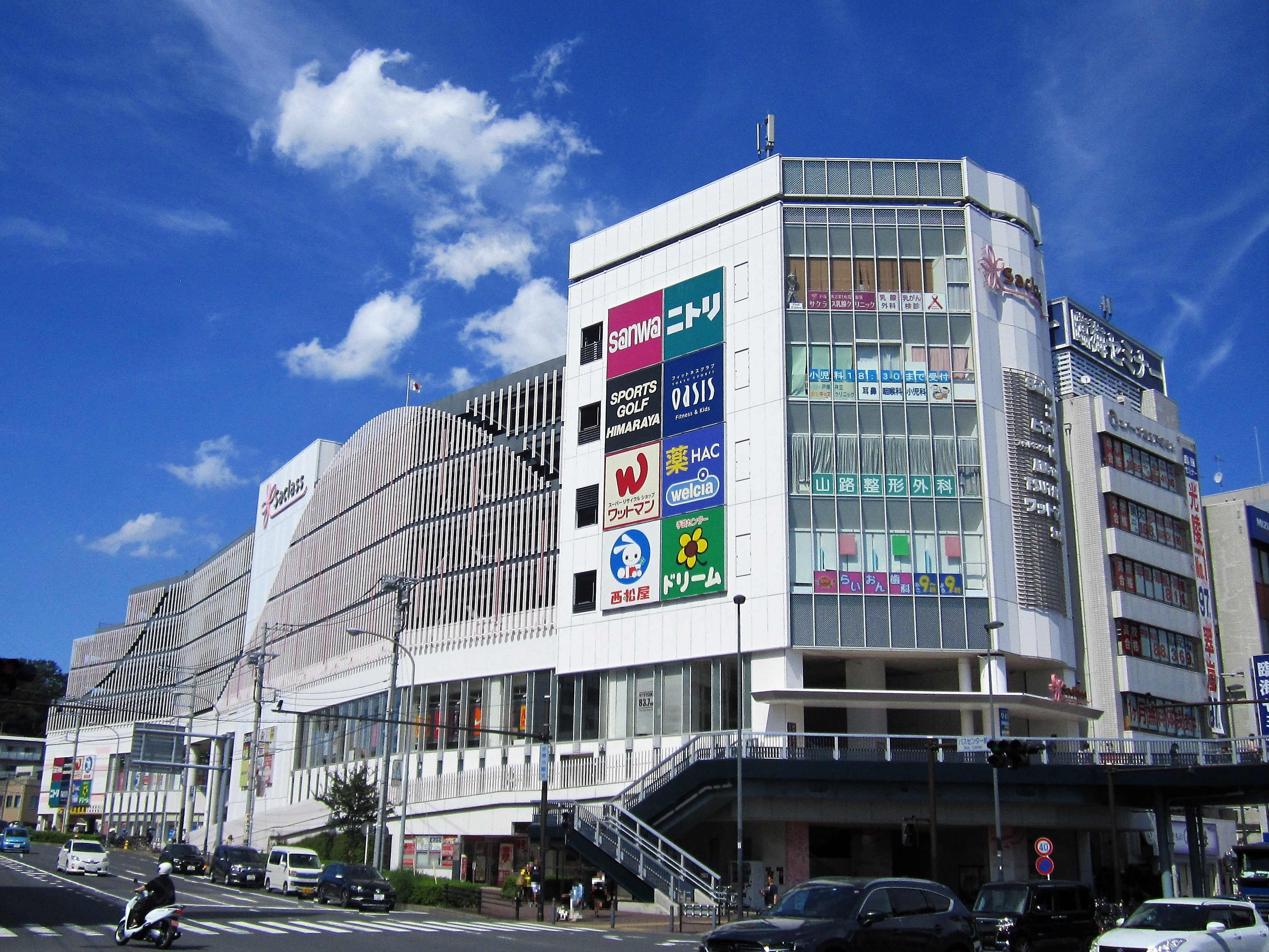
サクラス戸塚

サクラス戸塚（英: Saclass Totsuka）は、2009年11月27日に戸塚駅西口再開発事業により開店した東急不動産の商業施設。所在地は横浜市戸塚区戸塚町4253番地1。名称は戸塚区の花である桜と「暮らす」を合わせて命名された。再開発事業により閉店した西友戸塚店の跡地に建設された。2011年3月に完成したペデストリアンデッキ「サクラスデッキ」で戸塚駅に接続され、西口再開発ビルのトツカーナや戸塚パルソ、トツカーナ隣接の戸塚バスセンターとも接続されている。

## 概要
1968年（昭和43年）5月、西友戸塚店が戸塚町4252番地1に開店する（店舗面積9,169m2）。
2008年（平成20年）3月8日、戸塚駅西口再開発事業により西友戸塚店が閉店、店舗が解体される。同年9月よりサクラス戸塚の建設工事が開始される。
2009年（平成21年）10月15日に建物が完成、11月27日にオープンした。運営は東急不動産、建設は東横地所（横浜市戸塚区の企業。社名は類似しているが東急グループとは無関係）
ショップゾーンは地下1階から2階までで、地下1階にはSeria、ヒマラヤ、ワットマン、1階にはスーパーマーケット三和、ハックドラッグ、サーティワンアイスクリーム、2階にはほけんの窓口（直営店）、西松屋、ニトリ、ABCマート、コミュニティFM「エフエム戸塚」サテライトスタジオなどが入居している。地下2階にはフィットネスクラブの東急スポーツオアシス戸塚店があり、3階から6階までは駐車場となっている。また3階から6階にクリニックゾーンがある。

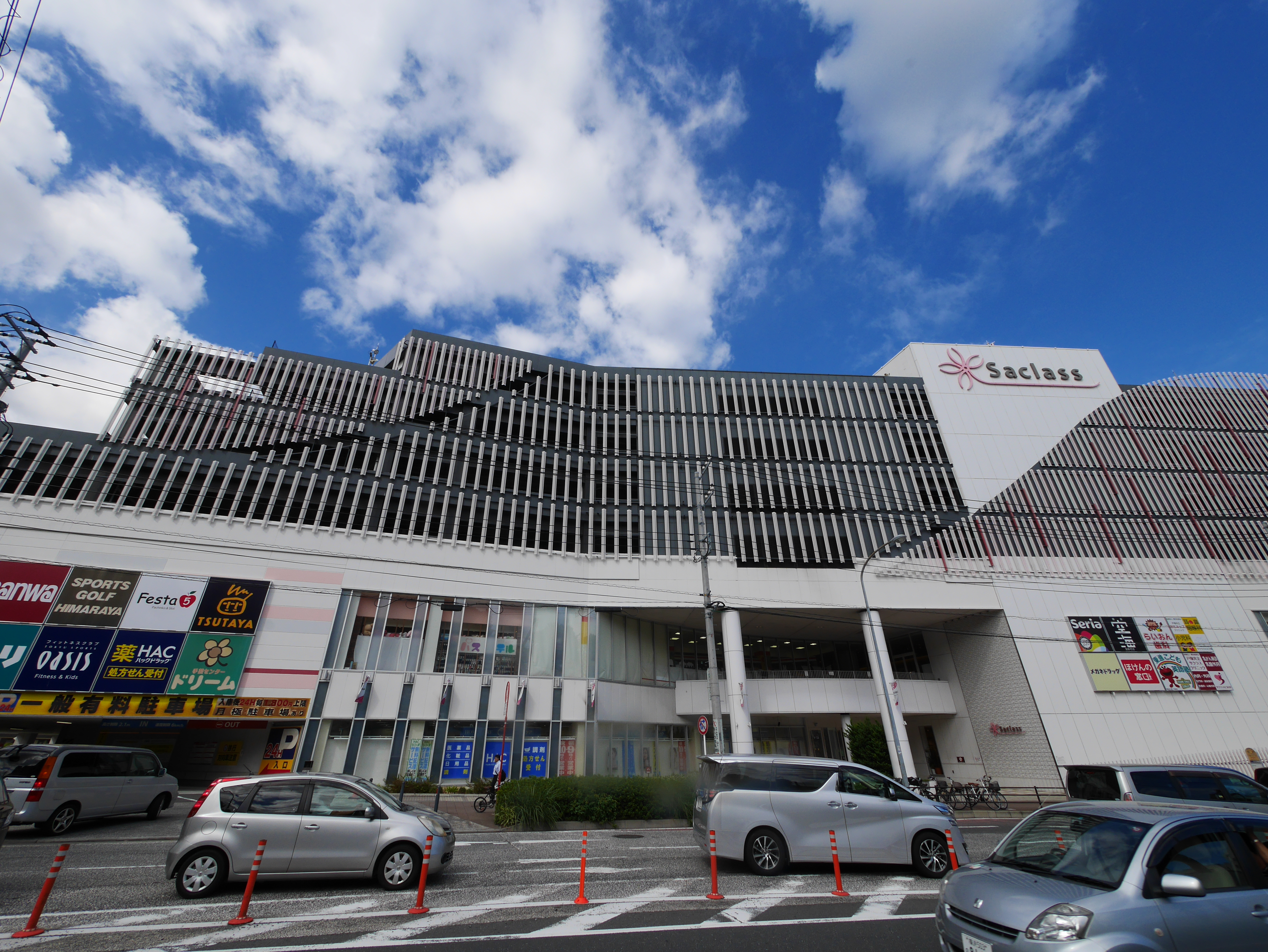
店舗外観
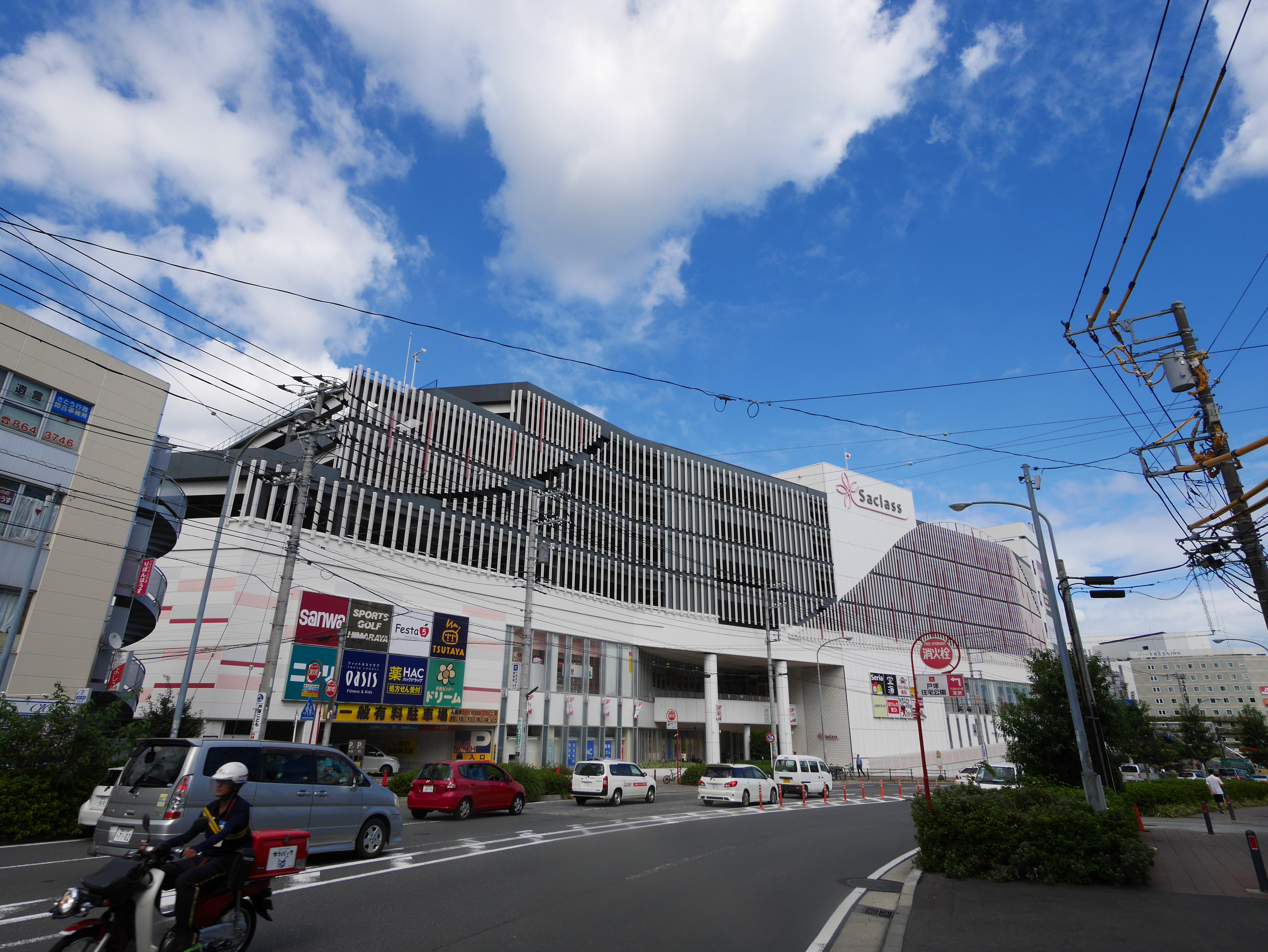
店舗外観